# Trirhithrum albonigrum
Trirhithrum albonigrum är en tvåvingeart som först beskrevs av Günther Enderlein 1911.  Trirhithrum albonigrum ingår i släktet Trirhithrum och familjen borrflugor. Inga underarter finns listade i Catalogue of Life.